# Paweł Urbański (podróżnik)

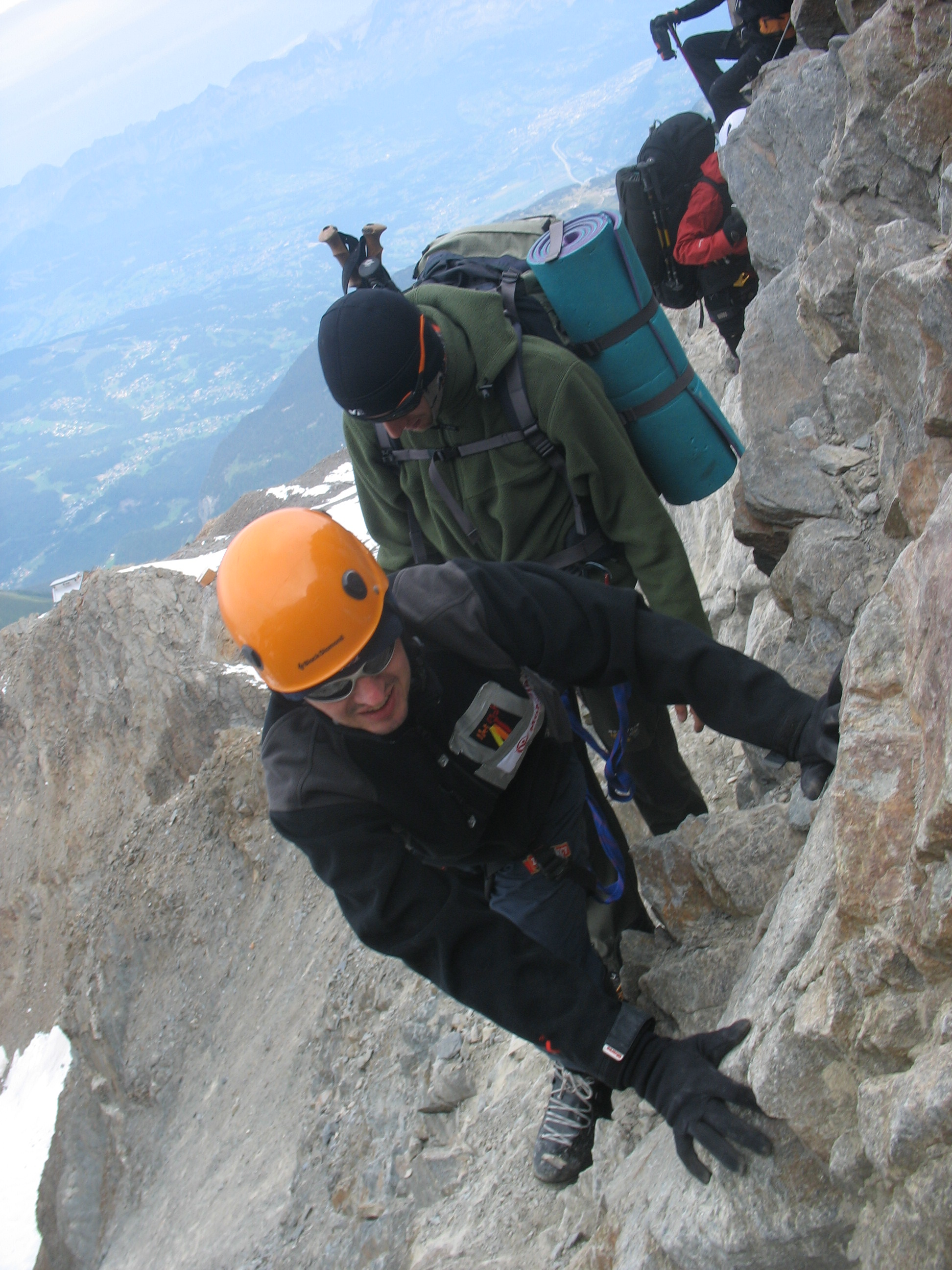
W drodze na Mont Blanc 2010

Paweł Urbański (ur. 15 kwietnia 1982) – polski niewidomy podróżnik, informatyk, wspinacz, przedsiębiorca.

## Życiorys
Wzrok stracił w wieku 13 lat jako efekt retinopatii wcześniaczej. Jako jedyna niewidoma osoba z Polski ukończył jedną ze Szkół Zjednoczonego Świata United World Colleges w Norwegii, gdzie zdał międzynarodową maturę.
Studia ukończył na wydziale ekonomii na Uniwersytecie Gdańskim.

## Dokonania podróżnicze
W ramach projektu „Ja to widzę inaczej” w 2007 roku brał udział w wyprawie na najwyższy szczyt obu Ameryk Aconcaguę 6962 m n.p.m. (dotarł do 5600 m). W 2008 roku zdobył  Kilimandżaro (5895 m n.p.m.) najwyższą górę Afryki, a w 2009 roku Górę Kościuszki (2280 m n.p.m.) w Australii. Wiosną 2009 roku pokonał na nartach 50-kilometrową trasę przez lodowiec na Spitsbergenie, relacjonując to wpisami w serwisie mikroblogingowym Blip. W czerwcu 2009 roku był 200 metrów od zdobycia szczytu góry Elbrus (5642 m n.p.m.). W 2010 do kolekcji najwyższych gór dołączył Mont Blanc (4810 m n.p.m.).